# (794) Irenaea

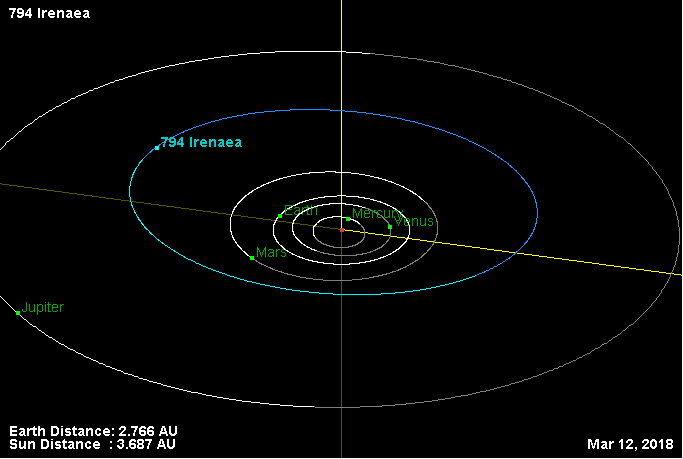
Representación gráfica de la órbita del asteroide 794, realizada por el Laboratorio de Propulsión a Chorro del Instituto Tecnológico de California.

(794) Irenaea es un asteroide perteneciente al cinturón de asteroides descubierto el 27 de agosto de 1914 por Johann Palisa desde el observatorio de Viena, Austria.
Está posiblemente nombrado en honor de Irene Hillebrand, hija del astrónomo austriaco Edmund Weiss.